# Немыткин, Михаил Юрьевич
Михаи́л Ю́рьевич Немы́ткин (11 сентября 1970, Новосибирск — 18 апреля 1995, Бамут) — Герой России, старший лейтенант, заместитель командира группы по специальной подготовке отряда специального назначения «Росич» 100-й дивизии оперативного назначения Северо-Кавказского округа Внутренних войск МВД России.

## Биография
Родился 11 сентября 1970 года в Новосибирске. Русский.
Окончил среднюю школу Заельцовского района г. Новосибирска.

### На военной службе
С ноября 1988 года проходил срочную службу во внутренних войсках МВД СССР (22-я бригада оперативного назначения Внутренних войск МВД), в городе Калач-на-Дону (Волгоградская область). Принимал участие в Карабахском конфликте. Позже поступил в Новосибирское высшее военное командное училище МВД РФ, по его окончании c 1993 года служил в спецотряде «Росич» Северо-Кавказского округа внутренних войск. Командир БТР с первых дней войны в Чечне. Участвовал в штурме Грозного.
За боевые заслуги досрочно присвоено звание старшего лейтенанта. 1 апреля 1995 года был награждён медалью «За отвагу».

### Последний бой у села Бамут
В апреле 1995 года отряд Немыткина принимал участие в операции по уничтожению боевиков в районе села Бамут, в 40 километрах к юго-западу от Грозного. 18 апреля по приказу отряд пошёл на штурм горы Лысой. Преодолев крутые склоны (до 60°), взял высоту, закрепился и надёжно прикрыл левый фланг другой наступающей бригады. В боевом столкновении спецназовцы приняли бой с превосходящими силами противника. Старший лейтенант М. Ю. Немыткин погиб, спасая солдата своего отряда.
Решительные действия отряда «Росич», оттянувшего на себя значительные силы боевиков, обеспечили вывод из Бамута подразделений оперативной бригады без серьёзных потерь.
1 октября 1996 года указом Президента Российской Федерации № 1409 «за высочайшие примеры мужества и героизма» старшему лейтенанту Немыткину Михаилу Юрьевичу посмертно присвоено звание Героя Российской Федерации.
Вместе с ним также награждены званиями Героя Российской Федерации четыре спецназовца: лейтенант А. С. Зозуля, прапорщик О. В. Терёшкин, рядовой Р. Кадырбулатов и (в 2003 году) капитан В. В. Цымановский.

## Память
22 августа 1997 года приказом министра внутренних дел России старший лейтенант Немыткин навечно зачислен в списки отряда специального назначения «Росич».
Имя Михаила Немыткина увековечено на мемориальной доске здания Новосибирского военного института Внутренних войск МВД РФ. В феврале 2006 года имя Героя России Немыткина присвоено школе № 33 города Новосибирска, которую он окончил. С 2010 года школа реорганизована в Муниципальное бюджетное общеобразовательное учреждение города Новосибирска «Гимназия № 9 имени Героя Российской Федерации Немыткина Михаила Юрьевича Архивная копия от 15 октября 2017 на Wayback Machine».
Именем Михаила Немыткина названа улица в Калининском районе города Новосибирска.
Похоронен на Заельцовском кладбище Новосибирска (кв. 48В).

## Награды
- Герой Российской Федерации (1 октября 1996, посмертно)
- орден Мужества
- медаль «За отвагу» (1 апреля 1995)